# Potentilla monanthes
Potentilla monanthes är en rosväxtart som beskrevs av Nathaniel Wallich. Potentilla monanthes ingår i Fingerörtssläktet som ingår i familjen rosväxter.

## Underarter
Arten delas in i följande underarter:
- P. m. alata
- P. m. violacea